# 涧池镇
涧池镇，是中华人民共和国陕西省安康市汉阴县下辖的一个乡镇级行政单位。

## 行政区划
涧池镇下辖以下地区：
集镇社区、军坝村、洞河村、西坝村、东坝村、紫云村、三星村、花果村、五坪村、光荣村、永丰村、马鞍桥村、王家河村、东风村、中清村、麻柳村、安全村、栋梁村、民主村、中营村、沙坝村、仁河村、枞岭村、新华村、龙凤村和五星村。